# アフロディシアス
アフロディシアス（ギリシア語: Ἀφροδισιάς、トルコ語: Afrodisias）は、トルコ南西部にある紀元前3-紀元前2世紀に築かれた都市の遺跡であり、2017年の第41回世界遺産委員会で世界遺産に登録された。

## 概要
トルコ南西部、メンデレス川（古名：マイアンドロス川）の支流モルシヌス川上流にあるアフロディシアスは、紀元前3世紀に築かれたアフロディーテ神殿とその1世紀後に築かれた都市からなっている。アフロディシアスの富は周辺にある大理石を輸出することでもたらされ、彫刻家によって作成された美術作品もその助けとなった。都市の大通りは都市機能を司るいくつもの大型建造物が立ち並び、そこには寺院、劇場、アゴラ、２つの浴場が含まれている。世界遺産としては城壁で囲まれていたアフロディシアス考古遺跡と遺跡の北東にある大理石採石場の二つから構成されている。
| ID     | 名称                     | 所在                 | 面積     |
| ------ | ------------------------ | -------------------- | -------- |
| 1519-1 | アフロディシアス考古遺跡 | アイドゥン県カラカス | 71.52ha  |
| 1519-2 | 古代大理石採石場群       | アイドゥン県カラカス | 107.17ha |

### アフロディシアス考古遺跡
現在も人が住むゲイレ（Geyre）から東へ約1kmにかつての城壁が今も残っており、農地が城壁を囲むように存在している。1961年以来行われている発掘調査により多くの建造物と芸術作品が発見され、その多くは遺跡の博物館で展示されている。南北を貫く大通りを中心に、古代ギリシャ・ローマの伝統に則って碁盤目状に区画が配置されているが、アフロディーテ神殿、アウグストゥス祈念堂（SebasteionまたはAugsteum）、競技場、劇場は碁盤目から外れている。
- 市壁
- アフロディーテ神殿
- 四面門（英語版）（Tetrapylon）
- 劇場
- 北のアゴラ
- 議会場（Bouleuterion）
- 彫刻家たちの仕事場
- 南のアゴラ
- アゴラの門
- ハドリアヌス浴場
- バシリカ
- アウグストゥス祈念堂（Sebasteion）
- アンフィテアトルム

### 古代大理石採石場群
アフロディシアスは高品質な白色および灰色の大理石の生産地であり、これらの大理石を仕事の原材料としたアフロディシアス出身の彫刻家はローマ帝国での知名度が高い。サルディス、ストラトニケイア、ラオディキア、コンスタンティノープル、ローマなどの大都市で活動する彫刻家たちは皇帝、総督、哲学者などの大理石の胸像や彫像を多く作ったほか、ティヴォリのヴィッラ・アドリアーナなどにも手をかけた。

## 歴史
アフロディシアスの歴史は銅器時代に遡る。本格的に都市ができ始めたのは紀元前２世紀で、メンデレス川沿いの急激な都市化の一部と見られている。それに前後してそれ以前に存在したアフロディーテ神殿の周りに碁盤目状の街割りが形成されていった。後に女神アフロディーテへの関心を背景に、スッラ、ユリウス･カエサル、初代ローマ皇帝アウグストゥスなどによってローマ帝国との関係性が高まっていき、その結果ローマ元老院から税の免除を許可され、近隣で産出される大理石を用いた美術・彫刻の名声で知られるようになる。
アフロディシアスのアフロディーテの重要性は帝政ローマから東ローマ帝国時代まで引き継がれ、キリスト教が国教として受容された後も500年ごろまで異端の神殿として維持され続けた。7世紀はじめ、アフロディシアスは地震に見舞われ、その被害の補修は部分的なものしか行われなかった。その後街はスタヴロポリスと名を変え、1078年までは東ローマ帝国領であり続ける。
11世紀から13世紀にかけて、メンドロス川沿いの都市はセルジューク朝に征服され、その一環としてアフロディシアスの住民も急激に都市を離れていった。14世紀にはメンテセのベイリクの支配下となり都市は完全に放棄される。1413年にオスマン帝国のメフメト2世がメンテセに取って代わり、15-16世紀の間に本来の肥沃な大地を求めてゲイレの村がアフロディシアスの遺跡の上に築かれた。1957年の地震で地滑りが発生したことをうけて集落が現在の位置に移動したことで、遺跡が発見され現在に至っている。

## 登録基準
この世界遺産は世界遺産登録基準のうち、以下の条件を満たし、登録された（以下の基準は世界遺産センター公表の登録基準からの翻訳、引用である）。
- (2) ある期間を通じてまたはある文化圏において、建築、技術、記念碑的芸術、都市計画、景観デザインの発展に関し、人類の価値の重要な交流を示すもの。
- (3) 現存するまたは消滅した文化的伝統または文明の、唯一のまたは少なくとも稀な証拠。
- (4) 人類の歴史上重要な時代を例証する建築様式、建築物群、技術の集積または景観の優れた例。
- (6) 顕著で普遍的な意義を有する出来事、現存する伝統、思想、信仰または芸術的、文学的作品と直接にまたは明白に関連するもの（この基準は他の基準と組み合わせて用いるのが望ましいと世界遺産委員会は考えている）。